# ونکیلون
ونکیلون (به اسپانیایی: Vencillón) یک شهرستان در اسپانیا است که در استان هوئسکا واقع شده‌است.

## خصوصیات
ونکیلون ۱۵ کیلومترمربع مساحت و ۴۴۶ نفر جمعیت دارد.